# 小友站
小友車站（日语：／ Otomo eki */?），位於日本岩手縣陸前高田市小友里字下新田，為東日本旅客鐵道（JR東日本）大船渡線BRT的車站，以往是大船渡線的鐵路車站。
38°59′20.77″N 141°41′58.86″E / 38.9891028°N 141.6996833°E

## 車站構造
在2011年東日本大地震之前，是對向式月台2面2線的地面車站。各月台以站內平交道連絡。車站為簡易委托車站，站內設置POS終端機。岩手縣交通巴士站與的計程車站位於站房南側。
2013年改建為BRT候車亭。

### 月台配置
| 月台 | 路線      | 方向 | 目的地             |
| ---- | --------- | ---- | ------------------ |
| 1    | ■大船渡線 | 上行 | 氣仙沼、一之關方向 |
| 2    | ■大船渡線 | 下行 | 盛方向             |

## 利用狀況
2009年度的上下車旅次，每日平均110人次。利用狀況有逐年減少傾向、與2000年度相比減少100人次以上。
| 乘車旅次變化 | 乘車旅次變化     |
| 年度         | 一日平均搭乘人次 |
| ------------ | ---------------- |
| 2000         | 237              |
| 2001         | 214              |
| 2002         | 176              |
| 2003         | 143              |
| 2004         | 123              |
| 2005         | 137              |
| 2006         | 127              |
| 2007         | 131              |
| 2008         | 106              |
| 2009         | 110              |

## 歷史
- 1933年12月15日 - 設站[1]。

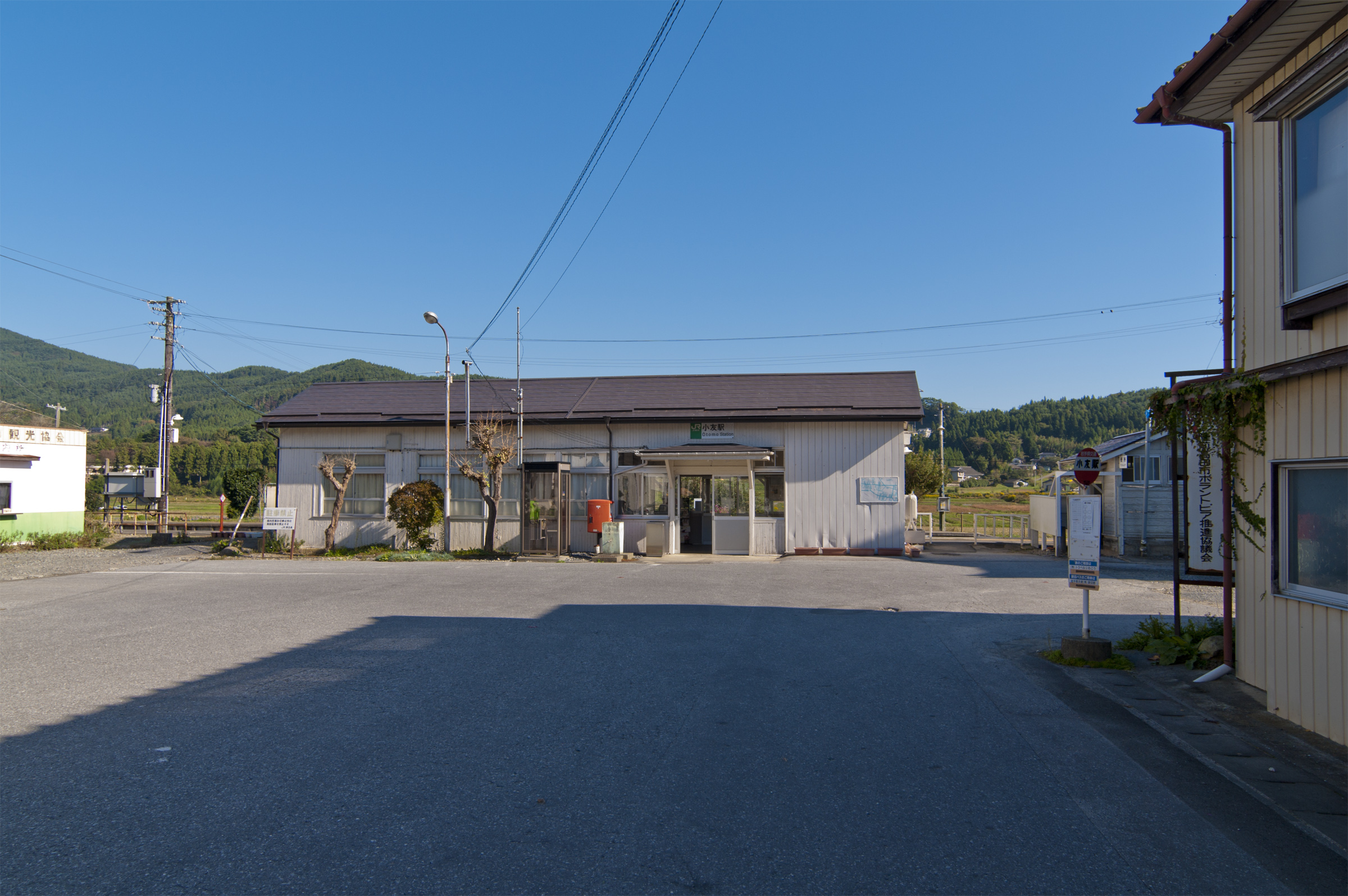
鐵路車站時代的站房

- 1987年4月1日 -  日本國鐵分割民營化後成為JR東日本的車站。
- 2011年3月11日 - 被東北地方太平洋近海地震所引發的海嘯沖毀。
- 2013年3月2日 - 變為BRT車站，不再以鐵路行走。
- 2020年4月1日 - 國土交通省核准大船渡線BRT區間的鐵路事業廢止申請，本站的鐵路車站在法律上正式廢止，而純為BRT巴士站[2][3]

## 車站週邊
- 陸前小友郵局
- 蛇科崎
- 門前貝塚
- 華藏寺
  - 雪松松寶石
- 常善寺
  - 姥杉
- 箱根山
- 露營場

## 相鄰車站
東日本旅客鐵道
■大船渡線（BRT路段） 
西下－小友－碁石海岸口
■大船渡線（鐵道運用時） 
脇之澤－小友－細浦

## 外部連結
- （日語）小友車站 （JR東日本） （页面存档备份，存于）